# Miloš Stanojević (piłkarz)
Miloš Stanojević (serb. cyr. Милош Станојевић; ur. 20 listopada 1993 w Valjevie) – serbski piłkarz występujący na pozycji defensywnego pomocnika w kazachskim klubie Kaspij Aktau.

## Sukcesy
FK Sarajevo
- Mistrzostwo Bośni i Hercegowiny: 2018/2019
- Zdobywca Pucharu Bośni i Hercegowiny: 2018/2019